# Sabir Mateen
Sabir Mateen (Philadelphia, 16 april 1951) is een Amerikaanse jazzmuzikant (saxofoon, klarinet, fluit).

## Biografie
Mateen maakte zijn eerste opnamen in 1980 met Horace Tapscotts Pan African People's Arkestra. In 1989 keerde hij terug naar New York, waar hij in 1995 samen met drummer Tom Bruno het duoalbum Getting Away With Murder uitbracht, een liveopname van een optreden in de Grand Central Terminal in New York. Vervolgens behoorde hij naast Matt Heyner en Daniel Carter tot Bruno's kwartet Test en werd hij bekend om zijn optredens in het metrosysteem van New York.
Hij behoorde ook tot het Raphe Malik Quartet en het One World Ensemble en vormde het Trio Tenor Rising, Drums Expanding met Daniel Carter en David Nuss. In 1997 nam hij met zijn eigen trio (met John Voigt en Lawrence Cook) het album Divine Mad Love op. In de daaropvolgende jaren nam Mateen duo-albums op met Sunny Murray, Hamid Drake en Ben Karetnick. In 2001 volgde het album Secrets of When met The Sabir Mateen Quintet. Hij werkte als sideman met onder anderen Cecil Taylor, William Parker, Alan Silva, Butch en Wilber Morris, Steve Swell, Mark Whitecage, Roy Campbell, Matthew Shipp, Marc Edwards, Jemeel Moondoc, William Hooker, Henry Grimes, Rashid Bakr en Kali Fasteau.

## Discografie
- 1995: Getting Away With Murder met Tom Bruno
- 1997: Divine Mad Love met Laurence Cook, John Voigt
- 1998: We Are Not at the Opera met Sunny Murray
- 2001: Secrets of When  met Raphe Malik, Jane Wang
- 2000: Brothers Together met Hamid Drake
- 2002: Sun Xing [live] met Ben Karetnick
- 2006: Prophecies Come to Pass
- 2008: Sabir Mateen, Sirone, Andrew Barker: Infinite Flowers (Sagittarius A-Star, ed. 2013)
- 2009: SaMa Live in Moscow Duo met Matthew Shipp VÖ 2011
- 2012: The Sabir Mateen Jubilee Ensemble (Not Two Records)
- 2016: Mateen, Bauer, Tokar, Kugel: Collective Four (For Tune), met Mark Tokar, Conny Bauer, Klaus Kugel
- 2017: The Gathering of the Angels (Klopotec)
- 2020: Survival Situation (577 Records), met Patrick Holmes, Federico Ughi

- Bibliothèque nationale de France: cb142044709 (data)
- International Standard Name Identifier: 0000 0003 8210 8519
- Library of Congress Control Number: no2001016587
- MusicBrainz: 1883206b-c3e1-4fb1-ac4d-47d93c62b098
- Système universitaire de documentation: 157336476
- Virtual International Authority File: 263667317
- WorldCat: E39PBJtCBVrrQWFQMjT7xkyWXd